# Rixa z Werle
Rixa z Werle (před 1284? – 26. listopadu 1317) byla sňatkem brunšvicko-lüneburskou vévodkyní a kněžnou göttingenskou a wolfenbüttelskou.

## Život
Rixa se narodila jako jediná dcera knížete Jindřicha I. z Werle a jeho první manželky Rikissy Birgersdotter. Matka byla dcerou švédského Karla Birgera a jeho první manželky Ingeborg Eriksdotter Švédské.
Rixa se 10. ledna 1284 provdala za šestnáctiletého vévodu Albrechta II. Brunšvického. Manželé spolu měli jedenáct dětí:
- Luther Brunšvicko-Lüneburský (zemřel 1334), vstoupil do Řádu německých rytířů
- Bruno Brunšvicko-Lüneburský (zemřel 31. srpna 1303)
- Adléta Brunšvicko-Lüneburská (zemřela 1311), provdala se za lankraběte Jana Dolnohesenského
- Maud Brunšvicko-Lüneburská (zemřela 1. ledna 1356)
- Ota Brunšvicko-Lüneburský, brunšvicko-lüneburský vévoda (24. ledna 1292 – 30. srpna 1344)
- Albrehcht Brunšvicko-Lüneburský (1294 – 13. října 1359), biskup z Halberstadtu
- Vilém Brunšvicko-Lüneburský (1295 – 1318)
- Jindřich Brunšvicko-Lüneburský (1296 – 6. února 1363), biskup z Hildesheimu
- Richenza Brunšvicko-Lüneburská (1298 – 26. dubna 1317), abatyše z Gandersheimu
- Magnus I. Brunšvicko-Lüneburský, brunšvicko-wolfenbüttelský vévoda (1304 – červenec 1369)
- Arnošt I. Brunšvicko-Göttingenský, brunšvicko-göttingenský vévoda (1305 – 24. dubna 1367)

Rixa zemřela 26. listopadu 1317; manžel ji přežil o necelý rok.